# Шишкенери
Шишкене́ри (рос. Шишкенеры, чув. Шешкенер) — присілок у складі Чебоксарського району Чувашії, Росія. Входить до складу Акулевського сільського поселення.
Населення — 61 особа (2010; 59 у 2002).
Національний склад:
- чуваші — 100 %